# Charsznica
Charsznica is een dorp in de Poolse woiwodschap Klein-Polen. De plaats maakt deel uit van de gemeente Charsznica en telt 1900 inwoners.

## Verkeer en vervoer
- Station Charsznica